# Apocryptus erugatus
Apocryptus erugatus là một loài tò vò trong họ Ichneumonidae.